# Bandera de Burundi
La bandera de Burundi es va adoptar després de la independència del país de Bèlgica l'1 de juliol de 1962. Va passar per diverses revisions i ara consta d'un salt blanc que divideix el camp en zones alternades vermelles i verdes. El centre del saltire es fusiona en un disc blanc, en el qual hi ha tres estrelles sòlides de sis puntes vermelles delineades en verd. La relació actual és de 3:5, que es va canviar de 2:3 el 27 de setembre de 1982.

## Simbolisme
La bandera està dividida en quatre parts per un salt blanc. Les parts superior i inferior són de color vermell, mentre que les esquerra i dreta són de color verd. El color blanc del saltire representa la pau, el verd representa les esperances de la nació en el desenvolupament futur i el vermell simbolitza el patiment de la nació durant la seva lluita per la llibertat. Les tres estrelles en configuració triangular representen els tres grups ètnics de Burundi: els hutus, els twas i els tutsis. Les tres estrelles també representen els tres elements del lema nacional: Unité, Travail, Progrès ("Unitat, Treball i Progrés"), que es poden veure a l'escut de Burundi. També representen la lleialtat que els ciutadans de la nació han compromès al seu Déu, rei i país.

## Construcció i dimensions
El 27 de setembre de 1982 es va fer un canvi en la proporció i va passar a ser de 3:5.

Plantilla de construcció de la bandera.

### Colors
Els colors es defineixen a la constitució simplement com verd, blanc i vermell. Enlloc el govern documenta cap tonalitat de color específica. A falta de cap estàndard oficial, els colors utilitzats als Jocs Olímpics de Londres de 2012 es mostren a la següent taula:
| Model de color | Vermell     | Verd        | Blanc         |
| -------------- | ----------- | ----------- | ------------- |
| Pantone        | 186C        | 361C        | Blanc         |
| CMYK           | 0-92-77-22  | 62-0-76-31  | 0-0-0-0       |
| RGB            | 200, 16, 46 | 67, 176, 42 | 255, 255, 255 |
| HTML           | #C8102E     | #43B02A     | #FFFFFF       |

## Banderes històriques

Bandera de l'1 de juliol de 1962 al 28 de novembre de 1966.
Bandera només del 28 i 29 de novembre de 1966.
Bandera del 29 de novembre de 1966 al 28 de març de 1967.
Bandera del 28 de juny de 1967 al 27 de setembre de 1982 (ràtio 2:3)